# Cnesmocarpon dasyantha
Cnesmocarpon dasyantha är en kinesträdsväxtart som först beskrevs av Ludwig Radlkofer, och fick sitt nu gällande namn av F. Adema. Cnesmocarpon dasyantha ingår i släktet Cnesmocarpon och familjen kinesträdsväxter. Inga underarter finns listade i Catalogue of Life.